# Temporal Key Integrity Protocol
TKIP (Temporal Key Integrity Protocol) est un protocole de communication utilisé pour la protection et l'authentification des données transitant sur un réseau Wi-Fi. Ce protocole a remplacé le WEP, protocole ayant de nombreuses faiblesses, TKIP est spécifié dans la norme IEEE 802.11i et permet de conserver le matériel supportant WEP. Il a lui même été remplacé par CCMP et AES.
Ce protocole était nécessaire parce que le cassage du WEP a rendu les réseaux Wi-Fi sans solution de sécurité crédible. La sécurisation des réseaux déjà déployés étant vitale et le remplacement de tout le matériel existant peu réaliste. TKIP emploie des solutions techniques proches de WEP (utilisation de l'algorithme de chiffrement RC4) mais sans les erreurs de conception de WEP. Par exemple, contrairement à WEP qui chiffre chaque paquet avec une clé de base constante concaténée avec un vecteur d'initialisation différent, WPA chiffre chaque paquet avec une clé de base qui est  périodiquement modifiée et concaténée avec un vecteur d'initialisation. Le vecteur d'initialisation est haché contrairement à WEP qui l'envoie en clair (il est alors trivial pour un attaquant à intercepter, ce qui en fait l'une des plus grosses faiblesses de WEP).
TKIP utilise du « key mixing » pour chaque paquet, une vérification de l'intégrité des messages et un mécanisme de mise à jour de la clé, éliminant ainsi d'autres problèmes de conception qui affectent WEP. En limitant la quantité de données chiffrées avec une même clé, il devient bien plus difficile pour un attaquant de deviner celle-ci.

## Fonctionnement
Par rapport à WEP, quatre algorithmes ont été ajoutés : 
- un code d'intégrité de message nommé Michael, le MIC (message integrity code) assure que le message n'a pas été modifié ;
- un compteur pour les vecteurs d'initialisation à l'instar du numéro de séquence des paquets dans TCP ;
- une génération périodique d'une nouvelle clé temporaire, elle-même dérivée de la clé principale ;
- une génération de sous-clé pour chiffrer un paquet (key mixing) à partir de la clé temporaire et d'un vecteur d'initialisation.

## MIC
Le MIC sert à vérifier que le même paquet n'est pas rejoué, anti-replay counter